# Švedsko-novgorodski ratovi
Švedsko-novgorodski ratovi bili su niz sukoba u 12. i 13. stoljeću između Republike Novgorod i srednjovjekovne Švedske oko kontrole nad Finskim zaljevom,  područjem od vitalnog značaja za Hanzu i dio Varjaško-bizantskih trgovački puteva. Napadi Šveđana (katolika) na pravoslavne Ruse imali su i vjerski prizvuk, ali prije 14. stoljeća nema saznanja o službenim križarskim bulama koje je objavio papa.

## Pozadina
Skandinavci su uživali trgovinske i druge odnose s Novgorodom od vikinškog doba pa nadalje. Trgovci iz Gotlanda su imali vlastitu trgovačku kuću, Gutagård i crkvu sv. Olofa u Novgorodu. Bilo je također izoliranih skandinavskih pljački na Novgorodu. Eiríkr Hákonarson poharao je Ladogu godine 997., nakon čega je slijedio njegov brat Sveinn Hákonarson godine 1015. Nakon braka Yaroslava I s Ingegerd od Švedske, godine 1019., Ladoga je postala jarldom u orbiti Kijevske Rusije. Tu je vladao Ragnvald Ulfsson, otac kralja Stenkila. Bilo je dinastičkih brakova između ruskih i skandinavskih kraljevskih obitelji npr. Stenkilova unuka Christina udala se za Mstislava od Novgoroda, poslije čije se smrti godine 1132. Novgorod odcijepio od Kijevske Rusije.
Učestaliji sukobi između Švedske i Novgoroda počeli su švedskim čvršćim integriranjem u Katoličku crkvi u 12. stoljeću i papinskim zahtjevima za križarskim ratovima protiv zemalja koje kontroliraju pravoslavne crkve.

## Borba se nastavlja
12. stoljeće je slabo dokumentirano u Švedskoj, a ruski su dokumenti rascijepani. Iz sačuvanih izvora međutim, čini se da su novoosnovana Republika i Švedska odvučene u neprijateljstava koja nisu mogla više biti trajno riješena.
Prema Prvim Novgorodskim kronikama, švedski vojnici su napali novgorodske trgovce negdje u regiji Baltičkog mora i ubili 150 Novgorođana godine 1142. To je prvi poznati slučaj sukoba između Švedske i Novgoroda. Godine 1164. jaka švedska flota pristupila je Ladogi, ali je teško poražena i većina njihovih brodova je zaplijenjena.
Također se tvrdilo da su Novgorođani i njihovi karelijanski saveznici pokrenuli gusarske napade protiv kontinentalne Švedske tijekom 12. stoljeća. Tijekom jednog takvog napada, kako kaže legenda, donijeli su u Novgorod vrata Sigtuna katedrale kao nagradu. Međutim, ne postoje sigurni podaci o razaračima Sigtune. Švedski izvori ih zovu samo "pogani" a novgorodski izvori ne spominju niti riječ o događaju, što bi se moglo očekivati da su ga provodi. Švedski izvori tvrde da je Jon Jarl proveo 9 godina u borbi protiv Novgorođana i Ingrijaca krajem 12. stoljeća. Ove ekspedicije nisu dokumentirane u ruskim izvorima.

## Bitka na Nevi
Nakon duge stanke u otvorenim neprijateljstava, Šveđani su poduzeli napad na Novgorod godine 1240. Jedini izvor informacija o napadu je Prva primarna kronika napisana 100 godina nakon napada. Za napad se teoretizira da ga je vodio Birger Magnusson, koji je uzdignut na položaj Jarla godine 1248. Jedini neprijatelj čelnik koji se spominje u kronici je "Spiridon" koji je poginuo u bitci. Pokušavalo se identificirati Spiridona s Birgerom. Ubrzo nakon što im je flota ušla u ušće rijeke Neve, Šveđani su teško poraženi u bitci kod Neve od princa Aleksandra od Novgoroda, koji će kasnije u uspomenu na ovu pobjedu dobiti nadimak  "Nevski".
Od tada, Švedska je preselila fokus interesa u Finsku. Njeni vojnici se nisu vratili na Nevu prije kraja 13. stoljeća, kada je stekla solidnu kontrolu nad Finskom. Ranije, Šveđani su također pokušali uspostaviti mostobran u Estoniji, no uzalud.

## Prebacivanje težišta na Finsku
Osim Ladoge, interesi Novgoroda sukobili su se sa švedskim u Finskoj, zemlji koju su ruske snage opljačkale u više navrata od 11. stoljeća nadalje. Napad tijekom zime godine 1226. – 1227. je doveo do velikih gubitaka na finskoj strani. Finski osvetnički pohod protiv Ladoge godine 1228. je završio s katastrofom, pridonoseći podređivanju Finaca katoličkim Šveđanima tijekom Drugog švedskog križarskog rata godine 1249.[nedostaje izvor]
Godine 1293. Šveđani su osvojili dio zapadne Karelije i tamo izgradili utvrdu Viborg. Ova ekspedicija je tradicionalno bila prozvana kao Treći švedski križarski rat. Sedam godina kasnije osnovali su utvrdu Landskrona na ušću Neve, na rijeci Ohta i uništili Novgorodska naselja na Nevi. Kasnije iste godine, novgorodski vojnici su uzvratili uništavajući Landskronu.
Rano u 14. stoljeću, vojne su se napetosti pojačale i dvije sile su neprestano u ratu. Godine 1311. Novgorođani su devastirali središnju Finsku, gdje su Šveđani nedavno  izgradili novi dvorac. Kao odgovor na to, švedska flota je krenula prema Ladogi i postavila taj trgovački imperij pod vatru. Tri godine kasnije, Karelijsko nezadovoljstvo novgorodskom vladavinom je izbilo na vidjelo, jer su ubili ruske namjesnike i zatražili pomoć u Švedskoj. Nakon nekoliko mjeseci sukoba, Karelija ponovo dolazi pod vlast Novgoroda.
Godine 1318. Novgorod je napao Turku u jugozapadnoj Finskoj, spalivši grad i katedralu, kao i biskupski dvorac u Kuusistou. Četiri godine kasnije zaposjednut je Viborg i osnovan Orešek, važna tvrđava koja dominira na ulazu u jezero Ladogu. Središte zbivanja se ovime prebacuje u Finsku.

## Ugovor iz Nöteborga i nakon njega
Prvi sporazum sklopljen od strane stranaka u sukobu jest ugovor iz Nöteborga (12. kolovoza 1323.), a nakon toga ugovor iz Novgoroda između Novgoroda i Norveške, godine 1326. Za ugovore se očekivalo da će donijeti "vječni mir" u regiji, ali ispostavilo se kako je to bilo samo privremeno.
Već 1328. Švedska je poticala doseljenike na preuzimanje sjeverne obale Botničkog zaljeva koji je definiran ugovorom kao novgorodski posjed. Kada su se Karelijci pobunili protiv Novgoroda 1337., kralj Magnus Eriksson poslao je doseljenicima svoje postrojbe kao potporu, uspjevši nakratko zauzeti tvrđavu Korelu. Sljedeće godine, Novgorod ju je opkolio, ali je uskoro dogovoreno primirje.
Nakon 10 godina mira, kralj se osjećao spremnim obnoviti neprijateljstva i zahtijevao je od Novgorođana priznanje papinog autoriteta. Prema novgorodskom prvom i četvrtom ljetopisu, kralj je zahtijevao da Novgorođani raspravljaju s njegovim "filozofima" (katoličkim teolozima), a tko izgubi treba prihvatiti vjeru pobjednika. Novgorodski nadbiskup Vasilij Kalika razgovarao je s namjesnikom i ostalim članovima gradske elite. Javio je kralju da treba poslati svoje filozofe na raspravu s Bizantom, kako bi Novgorod prihvatio kršćanstvo iz Carigrada. Nakon što je primio takvu reakciju, kralj je poslao svoju vojsku na Orešek i dao ga zapaliti. Novgorod je ubrzo vratio izgubljenu zemlju.
Kralj je pokušao još jedan napad 1350. koji nije dao željene rezultate. U istoj godini crna smrt je izbila u sjevernoj Europi, uspješno prekinuvši daljnja neprijateljstva.

## Kasniji događaji
Kasniji okršaji bili su sporadični. Švedski pokušaji nadzora Botničkog zaljeva izazvali su Novgorod da počne gradnju dvorca u blizini delte rijeke Oulu tijekom 1370-tih godina. Švedska je odgovorila gradnjom vlastitog dvorca u blizini. Novgorod ga je godine 1377. napao, ali nije bio u mogućnosti zauzeti ga. Sljedeće godine papa Grgur XI. je intervenirao i proglasio Bulu o Križarskom ratu protiv Novgoroda. Ubrzo nakon toga Rusi su se povukli iz Ostrobotnije ostavljajući je Šveđanima.
U kasnom 14. stoljeću, Novgorođani su postavili feude od Korela, Orešeka, Koporije i Luge te Ladogu kao neku vrstu tampon-država između njihovih osnovnih posjeda i Švedske. Nekoliko litvanskih knezova poznatih po svojim vojnim sposobnostima bili su pozvani kako bi vladali Ingrijskim Vojvodstvom: Narimantas, njegov sin Patrikas, a zatim i Lengvenis. Oni su pomagali utvrditi rusko-švedsku granicu i sagradili nekoliko novih gradova u regiji, uključujući i jedan u Jami.
Neprijateljstva između dviju sila su obnovljena godine 1392. i 1411. Međutim, Švedska je do tada postala članica nestabilne Kalmarske Unije i bila je zaokupljena skandinavskima borbama za vlast cijelo 15. stoljeće. Posljednji sukob dogodio se 1445., dakle nekoliko desetljeća prije nego što je Novgorod pripojila Velika Kneževina Moskova. Nestanak Novgoroda kao samostalne države nije međutim rezultirao mirom, a daljnji sukobi između Rusije i Švedske su trajali do početka 19. stoljeća.